# Чрезвычайный комитет учёных-ядерщиков
Чрезвыча́йный комите́т учёных-я́дерщиков (англ. Emergency Committee of Atomic Scientists (ECAS), встречаются варианты переводов «Чрезвычайный комитет учёных-атомщиков», «Чрезвычайный комитет физиков-атомщиков») был основан Альбертом Эйнштейном и Лео Силардом в мае 1946 года, в первую очередь как организация, занимающаяся сбором средств и разработкой политики. Его целью было предупредить общественность об опасностях, связанных с разработкой ядерного оружия, содействовать мирному использованию ядерной энергии и, в итоге, работать над достижением мира во всем мире, так как это считалось единственным способом предотвратить повторное использование ядерного оружия.

## История
Комитет был создан после подачи «Петиции Силарда» в июле 1945 года президенту Соединённых Штатов Гарри С. Труману, выражающей протест против использования атомной бомбы по нравственным соображениям. Петицию подписали 70 учёных, работавших над Манхэттенским проектом. Эйнштейн призвал Лайнуса Полинга, Р. Ф. Бахера, Ганса А. Бете, Эдварда У. Кондона, Торфина Р. Хогнесса, Гарольда К. Юри и В. Ф. Вайскопфа присоединиться к Комитету. Позже в Комитет вступили Селиг Хехт, Харрисон Браун и Х.Дж. Мюллер. Предполагают, что у истоков Комитета так же стоял математик Бертран Рассел.

## Совет попечителей
Комитет состоял только из восьми членов Попечительского совета, которыми были следующие физики-ядерщики:
- Альберт Эйнштейн Председатель[19][20]
- Гарольд К. Юри, заместитель председателя[21]
- Ганс Бете
- Торфин Р. Хогнесс
- Филип М. Морс
- Лайнус Полинг
- Лео Силард[22]
- Виктор Вайскопф

Половина членов Комитета участвовала в Манхэттенском проекте, и все они были косвенно вовлечены в создание первой атомной бомбы или консультировали её разработчиков. К Комитету так же присоединился в качестве исполнительного вице-председателя учёный Харрисон Браун.

## Основные принципы
Следующие основополагающие принципы признавались всеми участниками Комитета:
1. Все более разрушительные атомные бомбы можно производить дёшево и в больших количествах.
2. Военной защиты от атомных бомб нет и не будет.
3. Другие страны способны раскрыть наши секретны.
4. Готовиться к атомной войне бесполезно, а если попытаться, то подготовка разрушит структуру нашего общества.
5. В случае войны наверняка будут использованы атомные бомбы, которые с большой вероятностью уничтожат нашу цивилизацию.
6. Проблема атомного оружия не имеет иного решения, кроме международного контроля над атомной энергией и, в конечном счёте, ликвидации войны как таковой.

Программа Чрезвычайного комитета учёных-ядерщиков в доведении до сведения широкой общественности этих принципов.

## Цель
Непосредственной целью Комитета было собрать значительные средства (1 миллион долларов США) для поддержки просветительских мероприятий физиков-ядерщиков, направленных на гражданский национальный и международный контроль над будущей деятельностью в области атомной энергии.

## Деятельность
Комитет собирал частные пожертвования для поддержки информационных и образовательных программ по атомной тематике. Для облегчения этого процесса Чрезвычайный комитет учёных-ядерщиков был официально зарегистрирован в Нью-Джерси 6 августа 1946 года. Комитет направлял полученные пожертвования другим организациям, таким как «Национальный комитет по атомной информации» (National Committee for Atomic Information), «Ассоциация ученых по атомному образованию» (Association of Scientists for Atomic Education), «Федерация американских ученых» (Federation of American Scientists) и «Ученые-атомщики из Чикаго» (Atomic Scientists of Chicago) из издания «Бюллетень ученых-атомщиков» (Bulletin of the Atomic Scientists). Эти организации стремились к просвещению как широкой общественности, так и правительства США о потенциальных положительных и отрицательных аспектах атомной энергии.
Несколько членов комитета провели лекционные туры. Они подготовили просветительские материалы, в том числе один из первых фильмов, иллюстрирующих, какой может быть полноценная ядерная война.
Эйнштейн и Чрезвычайный комитет ученых-ядерщиков также активно выступали против разработки первой водородной бомбы. В этом направлении их усилия поддерживали антивоенную позицию физика Роберта Оппенгеймера.

## План Баруха
Помимо сбора средств, программы Комитета были направлены на поддержку «Плана Баруха», который был представлен Организации Объединённых Наций в 1946 году и предлагал международный контроль над атомными бомбами. План был принят Комиссией ООН по атомной энергии (UNAEC), но не одобрен Советским Союзом.

## Мировое правительство
Хотя Комитет поначалу успешно собирал средства, Эйнштейн и его коллеги все больше убеждались в том, что мир отклоняется от ожидаемого курса. Они пришли к выводу, что серьёзность ситуации требует более глубинных действий и создание «мирового правительства» является единственным разумным решением. В своем «Открытом письме Генеральной Ассамблее Организации Объединённых Наций» в октябре 1947 года Эйнштейн подчеркнул острую необходимость международного сотрудничества и создания мирового правительства. В 1948 году Эйнштейн пригласил Корда Мейера, президента компании United World Federalists (UWF), на заседание Чрезвычайного комитета ученых-ядерщиков. Представитель UWF вступил в Комитет в качестве члена Консультативного совета. Эйнштейн и Комитет помогли UEF в сборе средств и предоставили вспомогательные материалы. Эйнштейн охарактеризовал эту компанию как «группу, наиболее близкую к нашим чаяниям». Их сотрудничество принесло свои плоды, когда Тейн Рид из UWF инициировал глобальный призыв к Всемирному конституционному съезду. Члены Комитета подписали призыв к созданию мировой конституции, Конституции Федерации Земли (англ. — Constitution for the Federation of Earth или World Сonstitution), демократического федеративного мирового правительства.

## Роспуск комитета и наследие
В конце 1948 года, в условиях постепенного ухудшения международных отношений, провала Комиссии ООН по атомной энергии (UNAEC) в 1947 году и эскалации международной напряженности после 1947 года, комитет признал, что «воспитание человечества с целью ясного понимания последствий атомной энергии и полного осознания опасностей и надежд, заложенных в новых открытиях, является долгосрочной задачей, которую нельзя решить на экстренной основе».
По вопросу же о распределении средств Комитета Эйнштейн написал Харрисону Брауну 12 июня 1951 года: «Когда наш комитет был создан, без сомнения, нашей целью было использовать влияние для достижения долгосрочной безопасности на мировой арене. Правда, изначально „Бюллетень ученых-атомщиков“ также пытался служить этой цели, но сегодня стал лишь нейтральным изданием. Есть и другие организации, работающие над созданием мирового правительства. В этой стране ближе всего к нашим стремлениям находится Объединённые мировые федералисты. Но я предпочел бы, согласно предложению Лео Силарда, передать деньги в „Американский комитет Друзей на службе обществу“, потому что они продемонстрировали своим постоянным усердием на протяжении многих лет истинно наднациональное отношение, которое проявилось задолго до возникновения текущей сложной ситуации.»
Предложение, выдвинутое Эйнштейном и Силардом, в итоге не получило одобрения. Вместо этого активы комитета были переданы в «Бюллетень ученых-атомщиков». Окончательный роспуск Комитета состоялся 8 сентября 1951 года в Доме Эйнштейна. Комитет был официально распущен 10 октября 1951 года.
Комитет действовал до 1950 года, когда он был постепенно расформирован, хотя большинство членов продолжали выступать против ядерной войны и участвовали в разработке Конституции Федерации Земли и в Пагуошском движении учёных.